# Centre for Access to Football in Europe
Centre for Access to Football in Europe (укр. «Центр доступу до футболу в Європі», CAFE) — громадська організація, яка є партнером УЄФА в реалізації соціальної відповідальності футболу. Була заснована у 2009 році. Штаб-квартира організації розташована в Лондоні.

## CAFE в Україні
Щорічно CAFE робить загальноєвропейські акції, до яких Україна приєднується з 2013 року. 6 серпня 2014 року CAFE та Професіональна футбольна ліга України підписали меморандум про співпрацю. У березні 2018 року одеський «Чорноморець» приєднався до загальноєвропейського акту солідарності — тижня дій CAFE 2018 року, який присвячен поліпшенню доступності футболу для людей з інвалідністю.